# فهرست والیان هرات
جدول زیر فهرست والیان ولایت هرات افغانستان است.

## فهرست
| والی | والی | والی               | دوره                                | جزئیات | یاداشت                                                                           |
| ---- | ---- | ------------------ | ----------------------------------- | ------ | -------------------------------------------------------------------------------- |
|      |      | محمد زمان خان      | ؟؟؟ ۱۷۲۹                            |        | پدر احمدشاه درانی, بنیان‌گذار افغانستان.                                          |
|      |      | محمد یعقوب خان     | ۱۸۶۴ ۱۸۷۴                           |        | فرزند امیر شیرعلی خان                                                            |
|      |      | محمد ایوب خان      | فوریه ۱۸۷۹ سپتامبر۱۸۸۱              |        | فرزند شیرعلی خان, برادر محمد یعقوب خان                                           |
|      |      | سعادالدین          | ۱۹۰۱                                |        | حامی سلسله حاکم.                                                                 |
|      |      | قاضی سعادالله خان  | ژوئن ۱۹۰۲                           |        | به عنوان پدر یکی از همسران شاه شناخته شده است. احتمالاً همان فرد در سال ۱۹۰۱ هست. |
|      |      | محمد سلیمان خان    | ۱۹۱۵ ۱۹۱۹                           |        | دبیرکل نظامی پیشین حبیب الله خان ۱۹۱۴-۱۹۱۵                                       |
|      |      | عبدالعزیز بهبود    | ۱۳۶۸ ۱۳۷۱                           |        | گفته شده در دوره نجیب‌الله والی هرات بوده که در ماه اکتبر ۲۰۱۹ از دنیا رفت.       |
|      |      | محمد اسماعیل‌خان    | ۱۹۹۲ ۱۹۹۷                           |        | فرمانده مجاهدین و از رهبران جنگ در دوران جنگ با شوری و جنگ‌های داخلی افغانستان.   |
|      |      | ملا یار محمد       | ۱۹۹۷ ۲۰۰۱                           |        | طالبان                                                                           |
|      |      | اسماعیل خان        | ۲۰۰۱ ۱۲ سپتامبر ۲۰۰۴                |        | به عنوان وزیر وزارت انرژی و آب تعیین شد.                                         |
|      |      | سید محمد خیرخواه   | سپتامبر ۲۰۰۴ ژوئن ۲۰۰۵              |        | سفیر اسبق افغانستان در ایران و اکراین.                                           |
|      |      | سید حسین انوری     | ژوئن ۲۰۰۵ ۲۳ ژانویه ۲۰۰۹            |        | وزیر اسبق وزارت زراعت، آبیاری و مالداری افغانستان در دولت انتقالی افغانستان.     |
|      |      | یوسف نورستانی      | ۱۸ ژانویه ۲۰۰۹ ۲۴ اوت ۲۰۱۰          |        |                                                                                  |
|      |      | داوود شاه صبا      | ۳ سپتامبر ۲۰۱۰ ۲۷ ژوئن ۲۰۱۳         |        | مشاور سابق توسعه انسانی رئیس جمهور افغانستان ۲۰۰۸-۲۰۰۵                           |
|      |      | سید فضل‌الله وحیدی  | ۳ ژوئیه ۲۰۱۳ ؟؟                     |        | والی سابق ولایت کنر از نوامبر ۲۰۰۷ تا ژوئیه ۲۰۱۳                                 |
|      |      | محمد آصف رحیمی     | ۸ ثور/اردیبهشت ۱۳۹۴ ۱۹ قوس/آذر ۱۳۹۷ |        | وزیر اسبق وزارت زراعت، آبیاری و مالداری افغانستان.                               |
|      |      | عبدالقيوم رحيمى    | ۴ دلو/بهمن ۱۳۹۷                     |        |                                                                                  |
|      |      | سیدعبدالوحید قتالی | ۱۵ حمل/فروردین ۱۳۹۹                 |        |                                                                                  |